# Melchembu, Madikeri
Melchembu là một làng thuộc tehsil Madikeri, huyện Kodagu, bang Karnataka, Ấn Độ.